# Marktsentiment

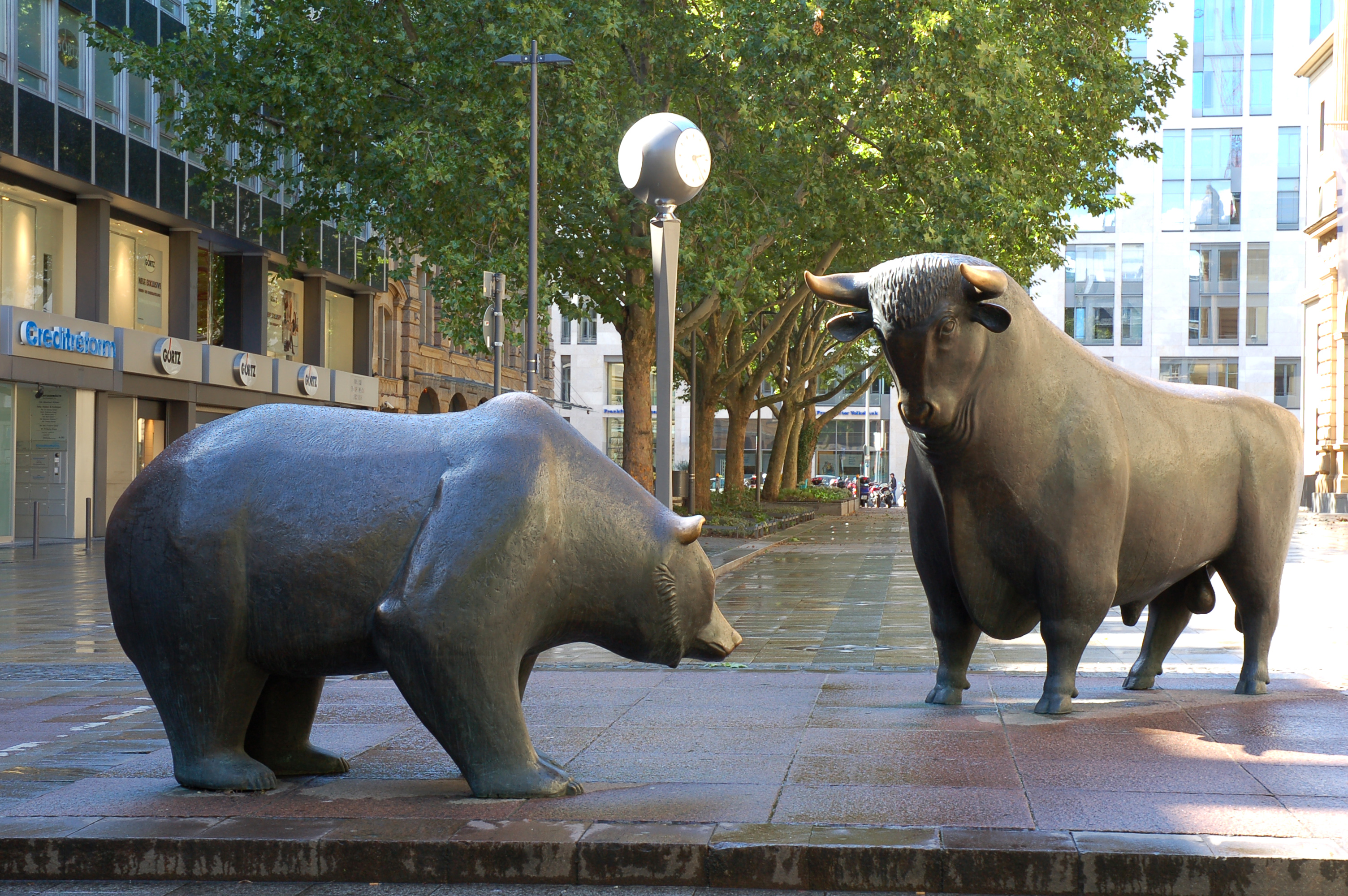
Bear and Bull, Reinhard Dachlauer, Frankfurt.

Marktsentiment is de stemming die heerst op een markt. De verwachting over de richting van de markttrend kan deze trend versterken of juist verzwakken. Fundamentele en technische analyse spelen hierbij een rol, maar ook algemene economische cijfers, seizoensinvloeden en politieke gebeurtenissen. Bij een positief sentiment wordt wel gesproken van een bullmarkt, terwijl een negatief sentiment bearmarkt wordt genoemd.